# Nelson Mariano
Nelson Mariano (ur. 28 czerwca 1974 w Manili) – filipiński szachista, arcymistrz od 2004 roku.

## Kariera szachowa
W roku 1994 podzielił w Matinhos V miejsce (wspólnie z Giovannim Vescovi i Dharshanem Kumaranem) w mistrzostwach świata juniorów do lat 20, natomiast w następnym roku zdobył w Parnaibie srebrny medal drużynowych młodzieżowych (do lat 26) mistrzostw świata. W 2002 zajął II miejsce (za Eugenio Torre) w indywidualnych mistrzostwach Filipin oraz jedyny raz w swojej dotychczasowej karierze wystąpił w narodowej drużynie na szachowej olimpiadzie. W 2004 był drugi w Bangkoku (za Nguyễn Anh Dũngiem), w następnym roku podzielił III miejsce (za Wang Hao i Rogelio Antonio, wspólnie z m.in. Ututem Adianto, Ianem Rogersem i Abhijitem Kunte) w otwartym turnieju w Kuala Lumpur, natomiast w 2007 podzielił II miejsce w turnieju strefowym rozegranym w Phú Quốc (za Lê Quangiem Liêmem, wspólnie z m.in. Đào Thiên Hải).
Najwyższy ranking w karierze osiągnął 1 stycznia 1995 r. z wynikiem 2510 punktów zajmował wówczas 2. miejsce (za Eugenio Torre) wśród filipińskich szachistów.